# 色·恩克巴雅爾
色·恩克巴雅爾（1956年—），蒙古族男性作曲家，籍貫內蒙古阿拉善盟左旗。其作品大多以描寫蒙古族的民俗活動、傳統節慶與人文風情為主題。作品種類包含大合唱、小合唱、重唱、獨唱，並有四部電視劇音樂，一部電影音樂，三部交響樂作品等。

## 生平簡介
色·恩克巴雅爾於1956年出生在內蒙古阿拉善盟額濟納旗。1992年進入蒙古國立大學學習理論作曲，師從作曲家納姜蒼諾日布，現任內蒙古廣播電視藝術團專業作曲。其合唱作品《八駿贊》曾在1991年在第三屆北京合唱節獲作品一等獎；《草原情思》、《兄弟姐妹》、《永遠的家》等曲被選為2008年北京奧運會音像製品；作品《走進珠穆朗瑪》，曾獲英國政府頒發的環保特別獎；《最後的獵鹿者》於2000年獲得第22屆小百花獎優秀作曲獎。

## 獎項
- 中宣部五個一工程獎[1]
- 國家廣電總局原創歌曲十大金曲（政府一等獎)
- 全軍優秀文藝作品獎
- 內蒙古首屆電視歌手大獎賽一等獎
- 北京青年吉他大賽一等獎
- 中國音樂電視大賽軍旅題材音樂電視大獎